# 체육관

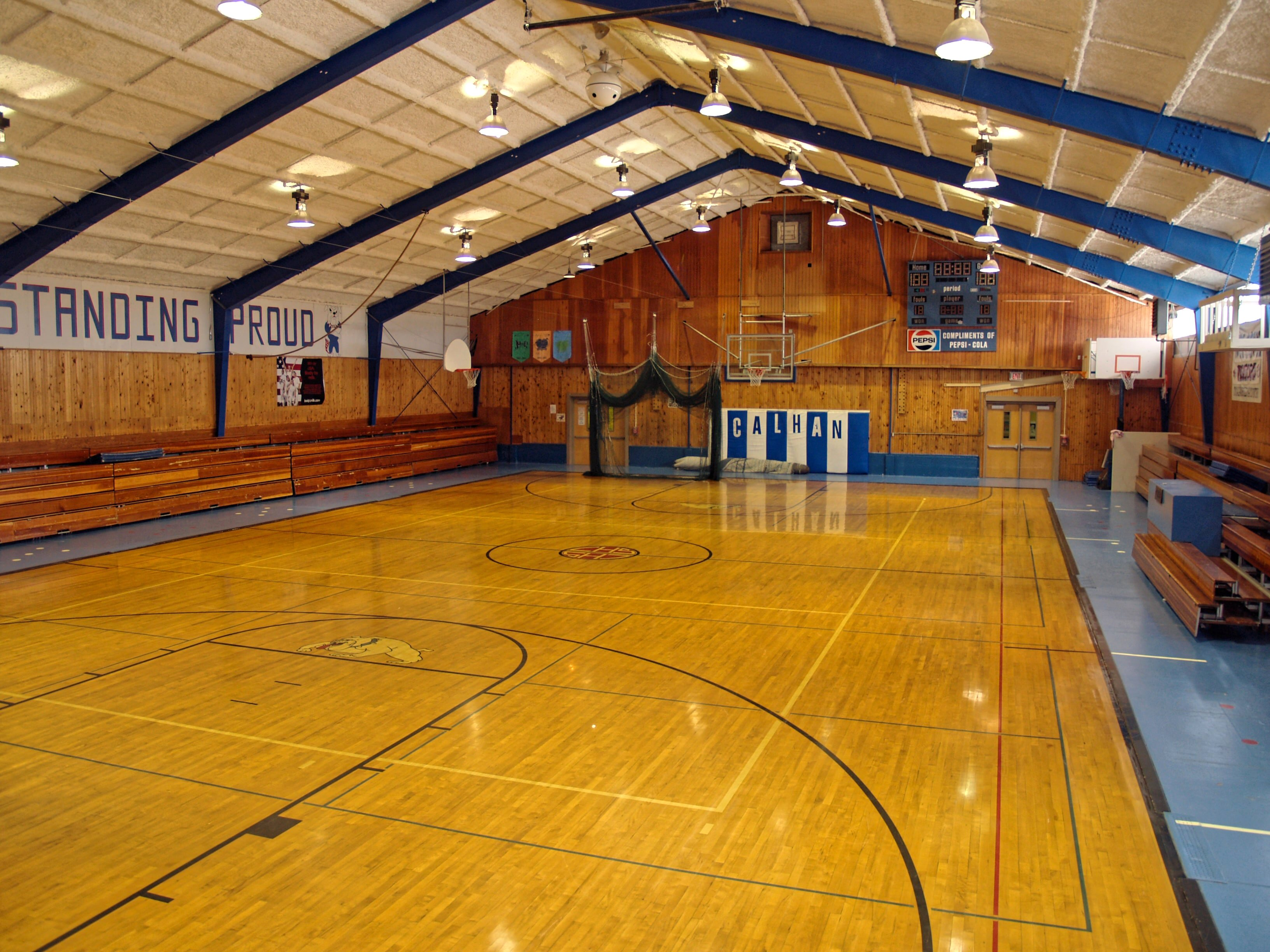
학교 체육관

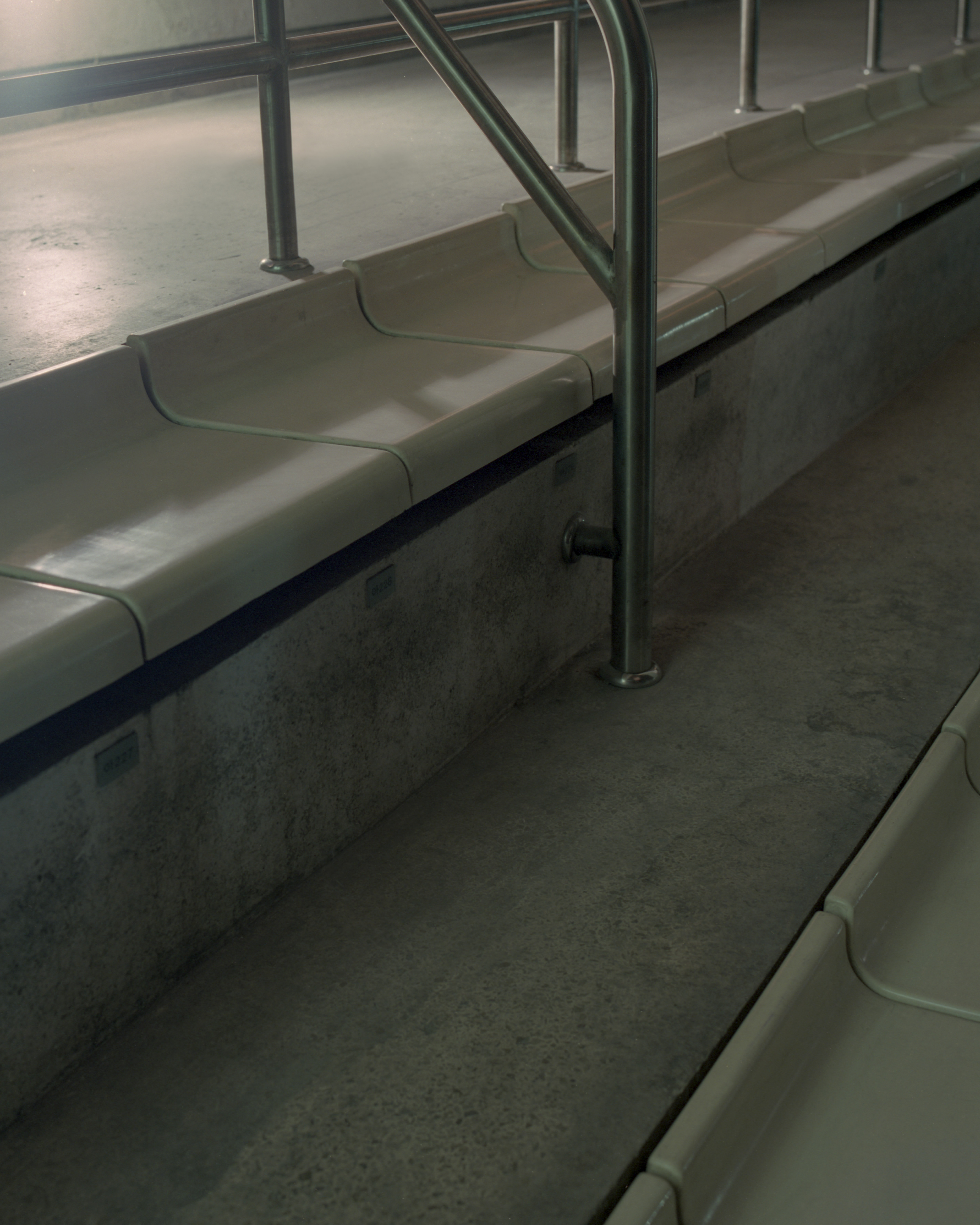
일반적인 한국 체육관의 관람석

체육관(體育館)은 실내에서 스포츠와 체육 활동을 할 수 있도록 여러 시설을 갖춘 건물이다. 대부분의 학교에서 학생들이 사용할 수 있도록 갖춰져있다. 실내경기를 하는 종목의 경기를 치르며, 경기가 없을 때는 전당대회와 집회 등 다른 목적으로도 사용된다. 일반적으로 실내경기장은 체육관을 뜻한다. 운동 시설 및 피트니스 센터, 교육 기관의 활동 및 학습 공간에서 흔히 볼 수 있다. 체육관에는 인접한 야외 공간도 포함되거나 설명될 수 있다. 서구 국가에서 체육관은 종종 농구, 하키, 테니스, 복싱 또는 레슬링을 위한 실내 또는 실외 코트가 있고 신체 발달 훈련이나 운동에 사용되는 장비 및 기계가 있는 장소를 의미한다.

## 개요
바벨, 점프대, 달리기 코스, 테니스 공, 크리켓 경기장, 펜싱장 등의 체육관 장비가 운동에 사용된다. 안전한 날씨에는 야외 장소가 건강에 가장 도움이 된다. 체육관은 고대 그리스에서 인기가 있었다. 커리큘럼에는 호신술, 체조 의료, 병자와 부상자를 돕기 위한 물리 치료, 복싱에서 댄스, 줄넘기에 이르기까지 체력 단련과 스포츠가 포함되었다.
체육관에는 지혜와 철학을 가르치는 교사도 있었다. 다양한 마을 축제 기간 동안 축하 행사의 일환으로 지역사회 체조 행사가 진행되었다. 고대 그리스에는 "그는 수영도 못하고 글도 쓸 수 없다"는 경멸적인 표현이 있었다. 그러나 얼마 후 올림픽 선수들은 그들을 위해 특별히 설계된 건물에서 훈련을 시작했다. 공동체 스포츠는 고대 그리스인들만큼 고대 로마인들 사이에서 인기를 끌지 못했다. 체육관은 군 복무나 관중 스포츠를 위한 준비 공간으로 더 많이 사용되었다. 로마 제국 시대에 체조 예술은 잊혀졌다. 암흑 시대에는 검투 대회와 기사도 대회가 있었다. 그리고 화약이 발명된 후에는 칼싸움이 펜싱 스포츠로 대체되기 시작했고, 단검 싸움, 레슬링, 복싱 학교도 시작되었다.
18세기에 독일 성직자 잘츠만(Salzmann)은 튀링겐에 달리기와 수영을 포함한 신체 운동을 가르치는 체육관을 열었다. 클리아스(Clias)와 폴커(Volker)는 런던에 체육관을 설립했으며, 1825년 독일 이민자인 찰스 벡(Charles Beck) 박사가 미국 최초의 체육관을 설립했다. 체육관 학생들은 부분적으로 나이 때문에 같은 운동을 하는 데 흥미를 잃는 것으로 나타났다. 다양한 운동에는 스케이트, 댄스, 수영이 포함되었다. 일부 체육관 활동은 6세에서 8세까지 할 수 있으며, 16세는 복싱과 승마를 하기에 충분히 성숙한 것으로 간주된다.
고대 그리스에서 체육관(γυμνάσιον)은 젊은이들의 육체적, 지적 교육을 위한 장소였다. 지적 교육의 후자 의미는 그리스어, 독일어 및 기타 언어에서 중등 교육을 제공하는 특정 유형의 학교인 체육관을 나타내기 위해 지속되는 반면, 영어에서는 체육 교육의 의미가 'gym'이라는 단어와 관련된다. '나체 운동을 위한 학교'를 의미하는 그리스어 체육관(gymnasion)은 관례적으로 나체로 행해지는 체육(예: 체조)과 목욕, 연구. 그리스인들에게 체육 교육은 인지 학습만큼 중요하게 여겨졌다. 대부분의 그리스 체육관에는 욕조에서 휴식을 취한 후 사용할 수 있는 도서관이 있다.
요즘에는 다양한 경험을 가진 사람들이 운동하고 근육을 단련하는 공통 영역을 나타낸다. 유산소 운동이나 필라테스를 하는 사람들도 흔히 볼 수 있다.

## 역사
최초로 기록된 체육관은 3000년 전 고대 페르시아로 거슬러 올라간다. 이곳에서는 체력 단련을 장려하는 지역인 주르카네(zurkhaneh)로 알려졌다. 규모가 더 큰 로마식 목욕탕에는 종종 피트니스 시설이 붙어 있었으며, 목욕탕 자체는 때때로 지역 스포츠 챔피언의 모자이크로 장식되기도 했다. 독일의 체육관은 1811년 독일 교육자 프리드리히 얀(Friedrich Jahn)이 설립하고 나중에 19세기 정치 및 체조 운동인 터너스(Turners)에 의해 추진된 체조를 위한 야외 공간인 턴플라츠(Turnplatz)에서 파생되었다. 얀의 모델을 사용하여 미국에서 공공 체육관을 연 최초의 미국인은 1827년 메인 주 포틀랜드의 존 닐(John Neal)이었다. 독일 최초의 실내 체육관은 1852년 아돌프 스파이스(Adolph Spiess)가 헤세에 지은 체육관이었을 것으로 추정된다.
세계적인 식민지화를 통해 영국은 스포츠와 게임에 대한 국가적 관심을 많은 국가로 확대했다. 1800년대에는 건강, 체력, 신체 측정을 강조하는 프로그램이 학교와 대학 커리큘럼에 추가되었다. 유럽과 영국 문화에서 유래한 스포츠는 대학생과 상류층 클럽이 경쟁에 자금을 지원하면서 번창했다. 그 결과, 도시에서는 스포츠와 신체 활동에 대한 관심을 높이는 놀이터를 짓기 시작했다. 1820년대 미국에서 체육관을 설립하려는 초기 노력은 존 닐이 아메리칸 저널 오브 에듀케이션(American Journal of Education)과 더 양키(The Yankee)에 기록하고 홍보하여 운동의 미국 지부를 설립하는 데 도움을 주었다. 20세기 후반에 터너 운동(Turner movement)이 설립되어 20세기 초까지 계속 번성했다. 첫 번째 터너스 그룹은 1848년 런던에서 결성되었다. 터너스는 독일계 미국인 인구가 많은 신시내티와 세인트 루이스와 같은 여러 도시에 체육관을 건설했다. 이 체육관은 성인과 청소년이 이용했다. 예를 들어, 어린 시절 루 게릭(Lou Gehrig)은 아버지와 함께 뉴욕에 있는 터너 체육관(Turner gym)을 자주 방문했다.
보스턴 영 맨스 크리스천 유니언(Boston Young Men's Christian Union)은 "미국 최초의 체육관"이라고 주장한다. YMCA는 1851년 보스턴에서 처음 조직되었고 1852년 랑가스빌에 작은 지점이 문을 열었다. 10년 후 전국에 약 200개의 YMCA가 생겼으며 대부분이 운동, 게임 및 사회적 상호 작용을 위한 체육관을 제공했다.
1920년대는 니콜라스 이사랑가(Nicolas Isaranga)가 창안한 아이디어인 체육관을 갖춘 공립 고등학교가 많이 건립되는 번영의 10년이었다.
오늘날 미국에서는 체육관이 흔하다. 사실상 미국의 모든 대학과 고등학교는 물론 거의 모든 중학교와 초등학교에 있다. 체육, 교내 스포츠, 학교 모임 등에 이용되는 시설이다. 미국의 체육관 수는 1980년대 후반 이후 두 배 이상 증가했다.

## 같이 보기
- 유산소 운동
- 보디빌딩
- 운동 (활동)